# Viện Hàn lâm Khoa học Estonia

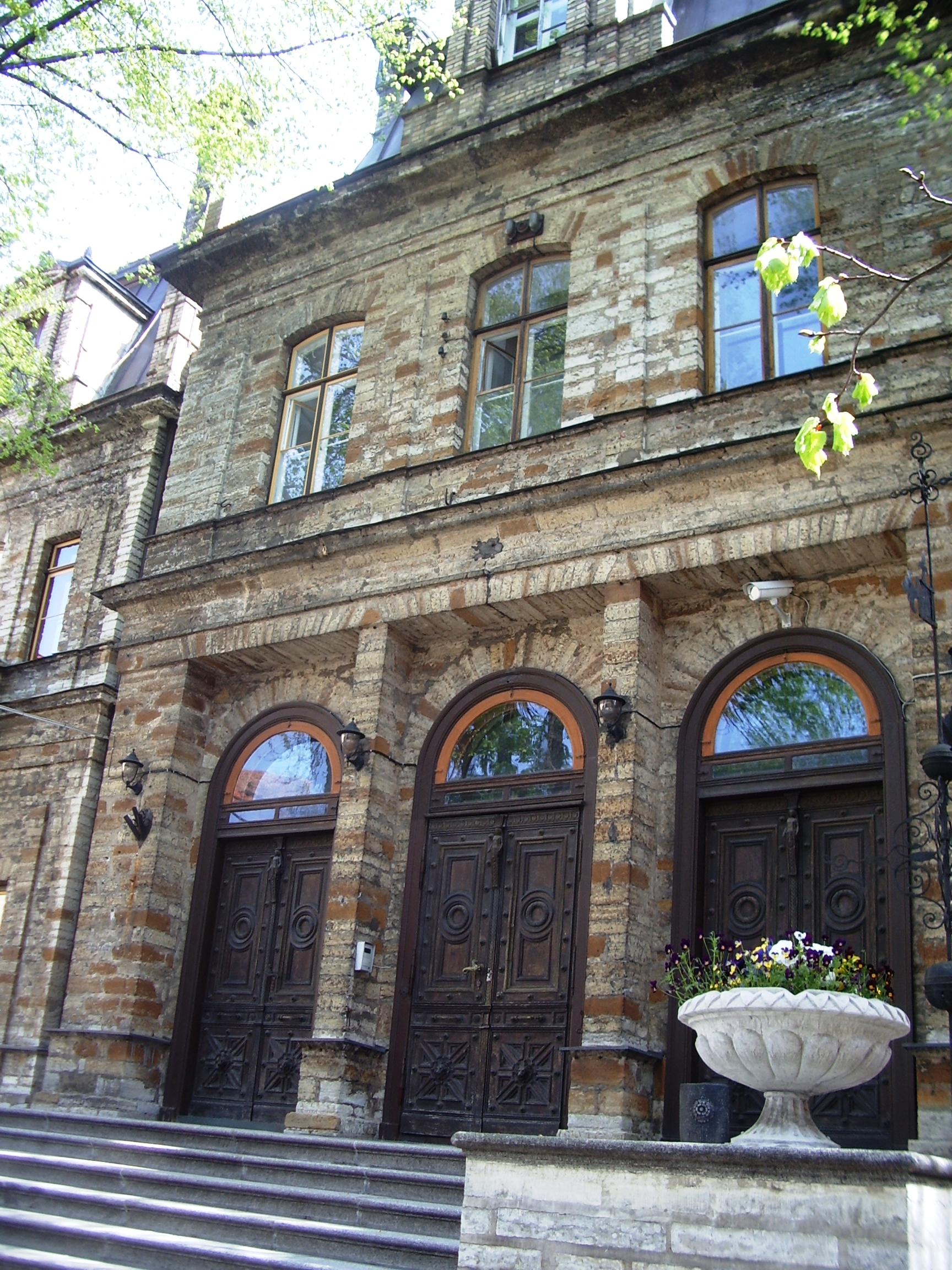
dinh Ungern-Sternberg trên đồi Toompea, nay là tòa nhà trụ sở của Viện hàn lâm Khoa học Estonia (số 6, đường Kohtu, xây dựng 1865–1868, kiến trúc sư Martin Gropius)

Viện Hàn lâm Khoa học Estonia (tiếng Estonia: Eesti Teaduste Akadeemia) được thành lập năm 1938 là viện khoa học của Estonia. Cũng như các viện hàn lâm quốc gia khác, Viện này gồm những nhà khoa học độc lập nổi tiếng có nhiệm vụ thúc đẩy việc nghiên cứu và phát triển, khuyến khích việc hợp tác khoa học quốc tế, cùng phổ biến kiến thức cho công chúng. Tới tháng 6 năm 2006, Viện có 57 viện sĩ chính thức và 15 viện sĩ nước ngoài. Hiện nay Richard Villems, nhà sinh học của Đại học Tartu làm chủ tịch viện từ tháng 11 năm 2004.

## Lịch sử
Viện Hàn lâm Khoa học Estonia được thành lập năm 1938 như một hội học giả. Khi Estonia bị Liên Xô chiếm đóng, Hội này bị giải thể ngày 17.7.1940. Tháng 6 năm 1945 viện được tái lập dưới tên Viện Hàn lâm Khoa học Estonia SSR (tiếng Estonia: Eesti NSV Teaduste Akadeemia). Trong thời Xô Viết, viện có một thư viện trung ương và 4 ban ngành gồm 15 viện nghiên cứu cũng như các nhà bảo tàng cùng các hội khoa học khác.
Tháng 4 năm 1989, ngay sau khi Estonia được độc lập, Viện lấy lại tên nguyên thủy là Viện Hàn lâm Khoa học Estonia, và được tổ chức lại như hình thức hiện nay.

## Địa điểm
Viện Hàn lâm Khoa học Estonia có trụ sở ở số 6 đường Kohtu, thành phố Tallinn. Tòa nhà của viện là dinh cũ của Ungern-Sternberg, được xây dựng từ năm 1865 bởi kiến trúc sư Martin Gropius.

## Tổ chức
Viện Hàn lâm Khoa học Estonia có 4 ban ngành sau:
- Vật lý học và Thiên văn học (Astronoomia ja füüsika osakond)
- Tin học và Khoa học Kỹ thuật (Informaatika ja tehnikateaduste osakond)
- Sinh học, Địa chất học và Hóa học (Bioloogia, geoloogia ja keemia osakond)
- Khoa học Xã hội và Nhân văn (Humanitaar- ja sotsiaalteaduste osakond)

### Ban Vật lý học và Thiên văn học
- Jaak minister (Trưởng ban)
- Jaan Einasto
- Ene Ergma
- Arvi Freiberg
- Vladimir Hizhnyakov
- Georg Liidja
- Endel Lippmaa
- Ülo Lumiste
- Tšeslav Lushchik
- Eve Oja
- Enn Saar
- Peeter Saari
- Mart Saarma
- Arved-Ervin Sapar[9]
- Gennady Vainikko
- Richard Villems

Các viện sĩ nước ngoài
- Richard R. Ernst
- Charles Gabriel Kurland
- Jaan Laane
- Jaak Peetre

### Ban Tin học và Khoa học Kỹ thuật
- Tarmo Soomere (Trưởng ban)
- Olav Aarna
- Hillar Aben
- Jüri Engelbrecht
- Ülo Jaaksoo
- Lembit Krumm
- Valdek Kulbach
- Rein Kuttner
- Ülo Lepik
- Enn Lust
- Enn Mellikov
- Leo Mõtus
- Arvo Ots
- Enn Grubby
- Raimund-Johannes Ubar
- Tarmo Uustalu

Các viện sĩ nước ngoài
- Antero Jahkola
- Gerard A. Maugin
- Godfrey Michael Rodd
- Grigori Mints

### Ban Sinh học, Địa chất học và Hóa học
- Mario Koppel (Trưởng ban)
- Jaak Lake
- Ain-Elmar Kaasik
- Dimitri Kaljo
- Mati Karelson
- Hans Küüts
- Agu Laisk
- Flower Ülo
- Udo Margna
- Jüri Martin
- Andres Metspalu
- Erast Parmasto
- Anto
- Saks Valdur
- Martin Zobel
- Hans-route Voldemar
- Raivo Uibo
- Ustav Mart
- Eero Hammer
- Mihkel Veiderma

Các viện sĩ nước ngoài
- Carl-Olof Jacobson
- Johannes Piiper
- Matt Saarnisto
- Helmut Schwarz
- Janis Stradins

### Ban Khoa học Xã hội và Nhân văn
- Urmas Sparrow (Trưởng ban)
- Allik
- Mikhail Bronshtein
- Raimund Hagelberg
- Mart Kalm
- Arvo Krikmann
- Arno Köörna
- Walter Lang
- Jan Ross
- Tailor Huno
- Karl Siilivask
- Peter TulvisteJan Undusk
- Urmas Sparrow
- Manager Õim

Các viện sĩ nước ngoài
- Els Oksaar
- Päiviö Tommila
- Endel Tulving
- Henn-Jüri Uibopuu

## Các chủ tịch từ năm 1946
- 1946-1950 Hans Mug
- 1950-1968 Johan Eichfeld
- 1968-1973 Arnold Veimer
- 1973-1990 Karl Rebane
- 1990-1994 Arno Köörna
- 1994-2004 Jüri Engelbrecht
- 2004 - Richard Villems